# Жерм-сюр-л’Усуэт
Жерм-сюр-л’Усуэ́т (фр. Germs-sur-l'Oussouet, окс. Gèrms) — коммуна во Франции, находится в регионе Юг — Пиренеи. Департамент — Верхние Пиренеи. Входит в состав кантона Лурд-Эст. Округ коммуны — Аржелес-Газост.
Код INSEE коммуны — 65200.

## География
Коммуна расположена приблизительно в 670 км к югу от Парижа, в 130 км юго-западнее Тулузы, в 20 км к югу от Тарба.
Коммуна расположена в долине Кастеллубон. По территории коммуны протекает река Усер (фр. Oussère).

## Климат
Климат умеренно-океанический с солнечной тёплой погодой и обильными осадками на протяжении практически всего года.

## Население
Население коммуны на 2010 год составляло 104 человека.
| 1962 | 1968 | 1975 | 1982 | 1990 | 1999 | 2010 |
| ---- | ---- | ---- | ---- | ---- | ---- | ---- |
| 211  | 208  | 134  | 128  | 122  | 118  | 104  |

## Администрация
| Период | Период | Фамилия     | Партия | Примечания |
| ------ | ------ | ----------- | ------ | ---------- |
| 2001   | 2014   | Лоран Гобер |        |            |
| 2014   | 2020   | Серж Бурдет |        |            |

## Экономика
В 2010 году среди 62 человек трудоспособного возраста (15-64 лет) 40 были экономически активными, 22 — неактивными (показатель активности — 64,5 %, в 1999 году было 70,1 %). Из 40 активных жителей работали 35 человек (20 мужчин и 15 женщин), безработных было 5 (3 мужчин и 2 женщины). Среди 22 неактивных 4 человека были учениками или студентами, 13 — пенсионерами, 5 были неактивными по другим причинам.

## Достопримечательности
- Церковь Св. Иакова

## Фотогалерея

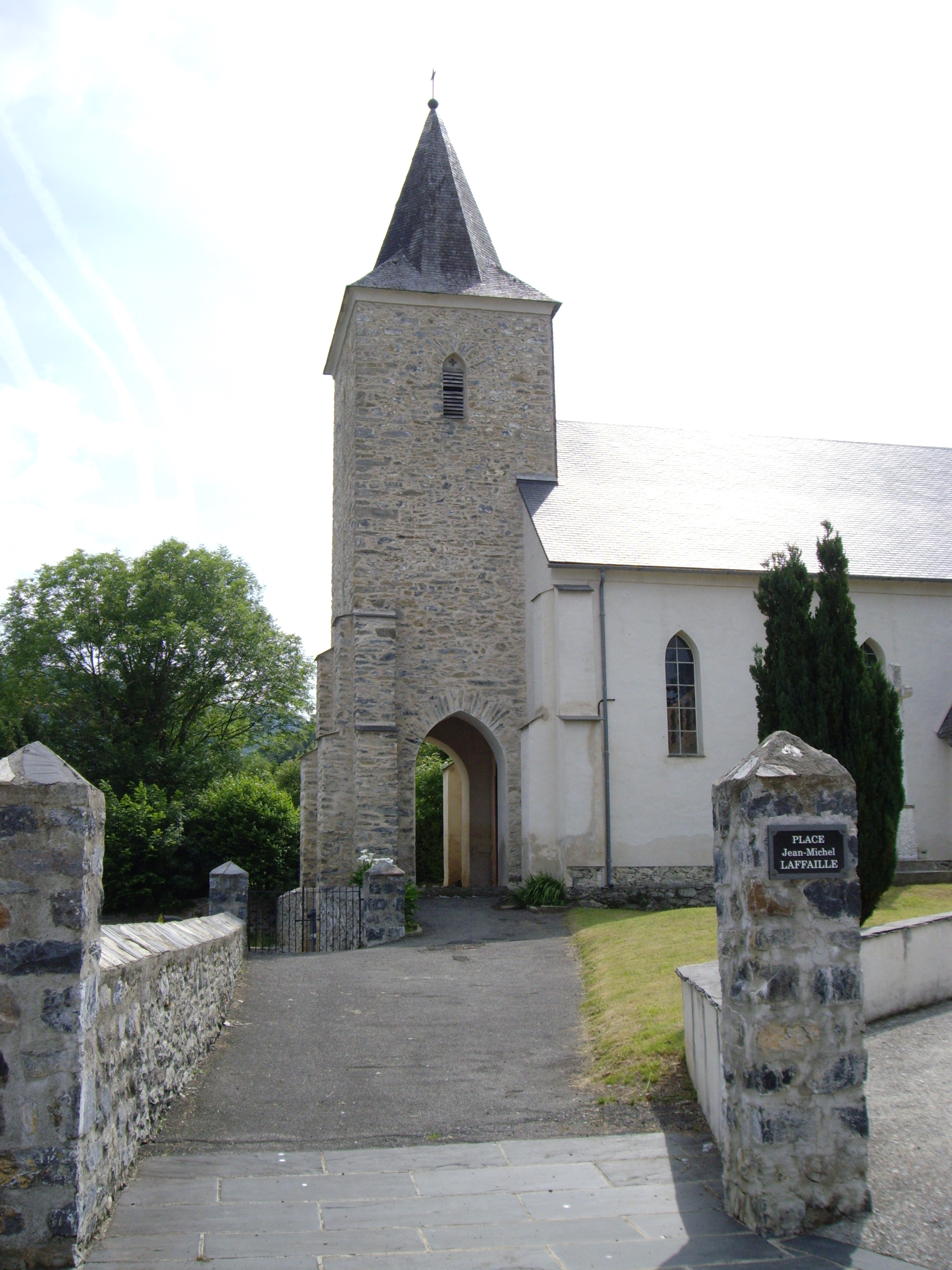
Церковь Св. Иакова
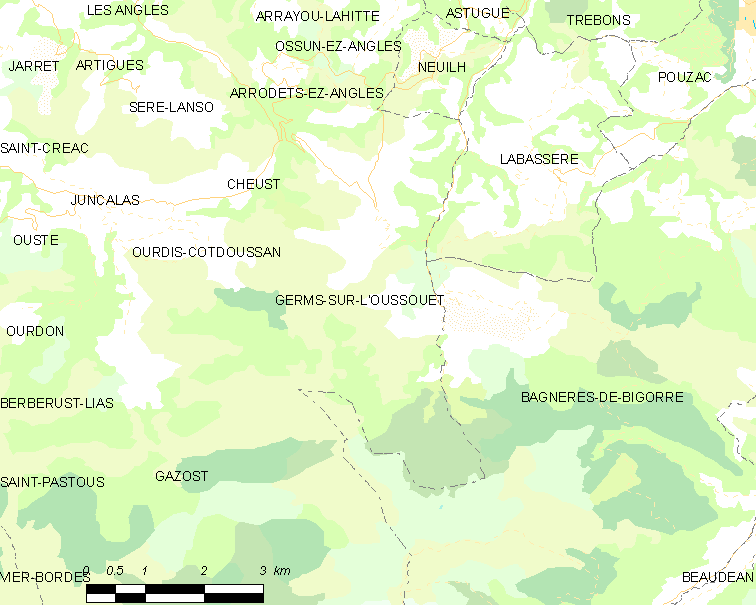
Карта коммуны